# Norwegische Meisterschaften im Biathlon 2016
Die Norwegischen Meisterschaften im Biathlon 2016 fanden zwischen dem 31. März und dem 3. April 2016 in Dombås statt. 

## Männer

### Sprint (10 km)
| Platz | Starter                    | Zeit    | Schießfehler |
| ----- | -------------------------- | ------- | ------------ |
| 1     | Thomas Fenne               | 24:27,6 | 0+0          |
| 2     | Andreas Dahlø Wærnes       | +0:01,5 | 0+1          |
| 3     | Johannes Dale              | +0:02,7 | 0+0          |
| 4     | Alexander Os               | +0:05,2 | 1+0          |
| 5     | Aleksander Fjeld Andersen  | +0:08,3 | 0+1          |
| 6     | Vetle Sjåstad Christiansen | +0:12,6 | 0+2          |
| 7     | Lars Gunnar Skjevdal       | +0:18,7 | 0+2          |
| 8     | Ole Martin Erdal           | +0:21,2 | 1+0          |
| 9     | Lars Helge Birkeland       | +0:25,9 | 2+0          |
| 10    | Erlend Øvereng Bjøntegaard | +0:32,6 | 2+0          |

Start: 1. April 2016

### Verfolgung (12,5 km)
| Platz | Starter                    | Zeit    | Schießfehler |
| ----- | -------------------------- | ------- | ------------ |
| 1     | Lars Helge Birkeland       | 57:41,1 | 0+0+1+0      |
| 2     | Aleksander Fjeld Andersen  | +0:25,2 | 0+0+2+1      |
| 3     | Henrik L’Abée-Lund         | +1:18,8 | 0+1+0+3      |
| 4     | Andreas Dahlø Wærnes       | +1:18,9 | 1+0+2+1      |
| 5     | Alexander Os               | +1:33,9 | 1+2+1+2      |
| 6     | Vetle Sjåstad Christiansen | +1:44,2 | 2+0+0+0      |
| 7     | Vemund Ravnsborg Gurigard  | +2:15,0 | 0+0+1+0      |
| 8     | Thomas Fenne               | +2:18,3 | 1+3+0+2      |
| 9     | Erlend Øvereng Bjøntegaard | +2:25,0 | 1+0+0+4      |
| 10    | Martin Femsteinevik        | +2:30,4 | 0+0+0+1      |

Start: 2. April 2016

### Massenstart (15 km)
| Platz | Starter                      | Zeit    | Schießfehler |
| ----- | ---------------------------- | ------- | ------------ |
| 1     | Tarjei Bø                    | 34:08,8 | 0+0+2+0      |
| 2     | Alexander Os                 | +0:01,1 | 1+0+1+0      |
| 3     | Lars Helge Birkeland         | +0:01,2 | 1+0+1+0      |
| 4     | Henrik L’Abée-Lund           | +0:14,6 | 1+0+1+1      |
| 5     | Martin Lindland              | +0:17,5 | 0+0+0+0      |
| 6     | Fredrik Gjesbakk             | +0:22,1 | 0+0+1+1      |
| 7     | Kristoffer Langøien Skjelvik | +0:22,9 | 0+0+2+0      |
| 8     | Håvard Gutubø Bogetveit      | +0:25,0 | 0+0+0+1      |
| 9     | Andreas Dahlø Wærnes         | +0:27,1 | 0+1+1+1      |
| 10    | Fredrik Mack Rørvik          | +0:36,4 | 0+0+0+1      |

Start: 3. April 2016

### Staffel (4 × 7,5 km)
| Platz | Starter                                                                                      | Region             | Zeit      |
| ----- | -------------------------------------------------------------------------------------------- | ------------------ | --------- |
| 1     | Tommy Grøtte Andreas Kvam Andreas Dahlø Wærnes Emil Hegle Svendsen                           | Sør-Trøndelag 1    | 1:11:41,5 |
| 2     | Jarle Midthjell Gjørven Håvard Gutubø Bogetveit Ole Martin Erdal Tarjei Bø                   | Sogn og Fjordane 1 | +0:20,0   |
| 3     | Martin Rui Håkon Svaland Lars Svaland Lars Helge Birkeland                                   | Agder 1            | +0:26,0   |
| 4     | Vegard Gjermundshaug Lars Gunnar Skjevdal Tore Leren Kristoffer Skjelvik                     | Nord-Østerdal 1    | +0:44,9   |
| 5     | Anders Magnus Bratli Sturla Holm Lægreid Henrik L’Abée-Lund Kristian Andre Aalerud           | Oslo og Akershus 1 | +1:10,7   |
| 6     | Erlend Bjøntegaard Martin Lindland Pål Kristian Grue Tufte Vetle Sjåstad Christiansen        | Buskerud 1         | +1:36,2   |
| 7     | Martin Femsteinevik Bjarte Solvang Thomas Fenne Erling Aalvik                                | Hordaland 1        | +1:44,7   |
| 8     | Henrik Sagosen Smedby Sondre Eriksen Hensema Tommi Luchsinger Aleksander Morsund Karlsen     | Buskerud 2         | +2:21,5   |
| 9     | Øystein Ulekleiv Aasmund Steien Magnar Galåen Håvard Nymoen                                  | Nord-Østerdal 2    | +2:43,7   |
| 10    | Sondre Kvikne Dotterud Kristoffer Jonsson Vemund Ravnsborg Gurigard Vetle Ravnsborg Gurigard | Oppland krets 1    | +2:51,3   |

Start: 31. März 2016

## Frauen

### Sprint (7,5 km)

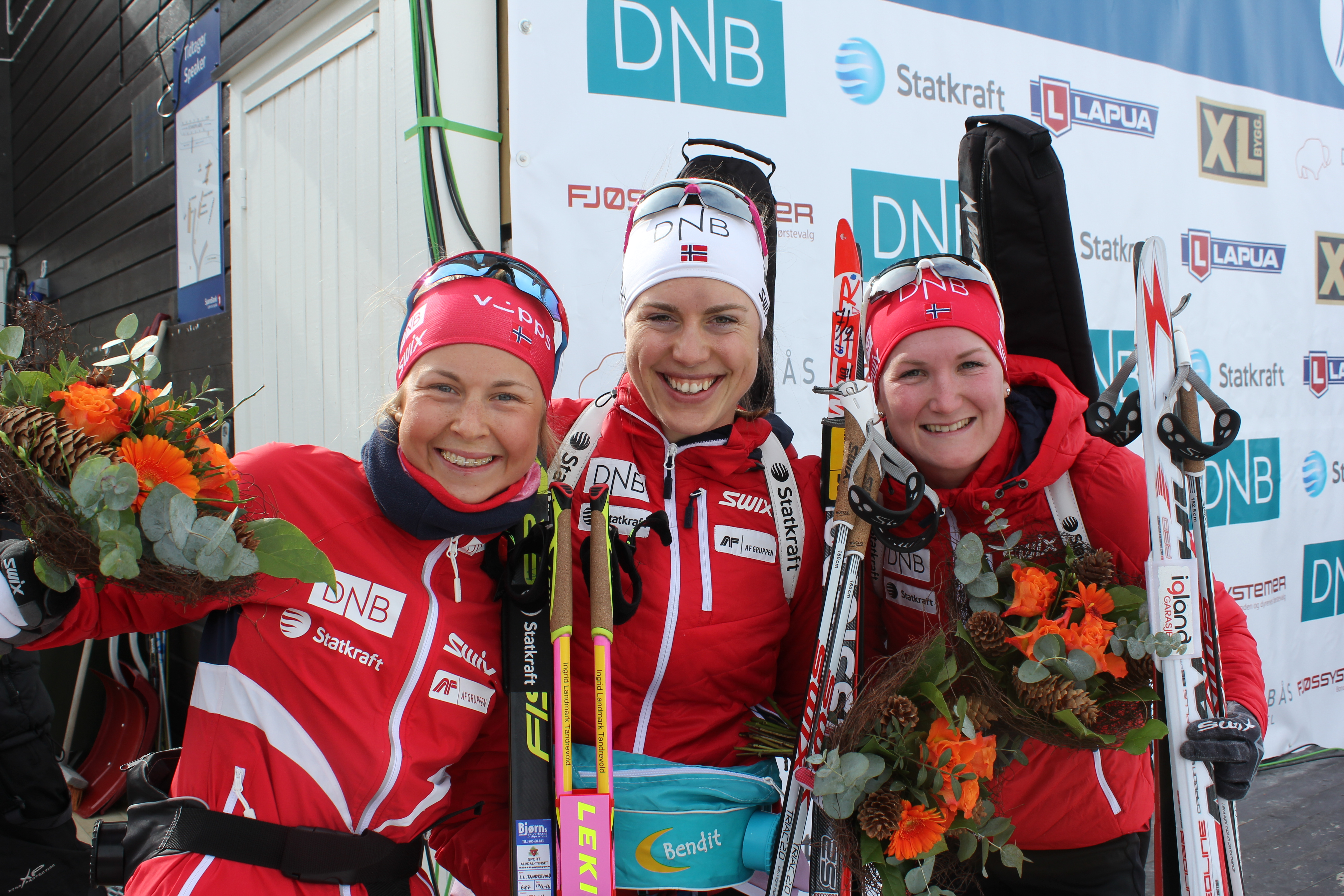
Medaillengewinner im Sprint: Tandrevold, Solemdal, Olsbu

| Platz | Starter                    | Zeit    | Schießfehler |
| ----- | -------------------------- | ------- | ------------ |
| 1     | Synnøve Solemdal           | 19:01,7 | 0+1          |
| 2     | Ingrid Landmark Tandrevold | +0:46,7 | 0+1          |
| 3     | Marte Olsbu                | +0:56,9 | 3+0          |
| 4     | Fanny Horn Birkeland       | +1:03,8 | 0+3          |
| 5     | Eline Grue                 | +1:15,5 | 0+0          |
| 6     | Marion Rønning Huber       | +1:26,3 | 0+1          |
| 7     | Kaia Wøien Nicolaisen      | +1:31,1 | 1+1          |
| 8     | Jori Mørkve                | +1:41,1 | 1+1          |
| 9     | Turi Storstrøm Thoresen    | +1:49,9 | 0+1          |
| 10    | Hilde Fenne                | +1:50,2 | 3+2          |

Start: 1. April 2016

### Verfolgung (10 km)

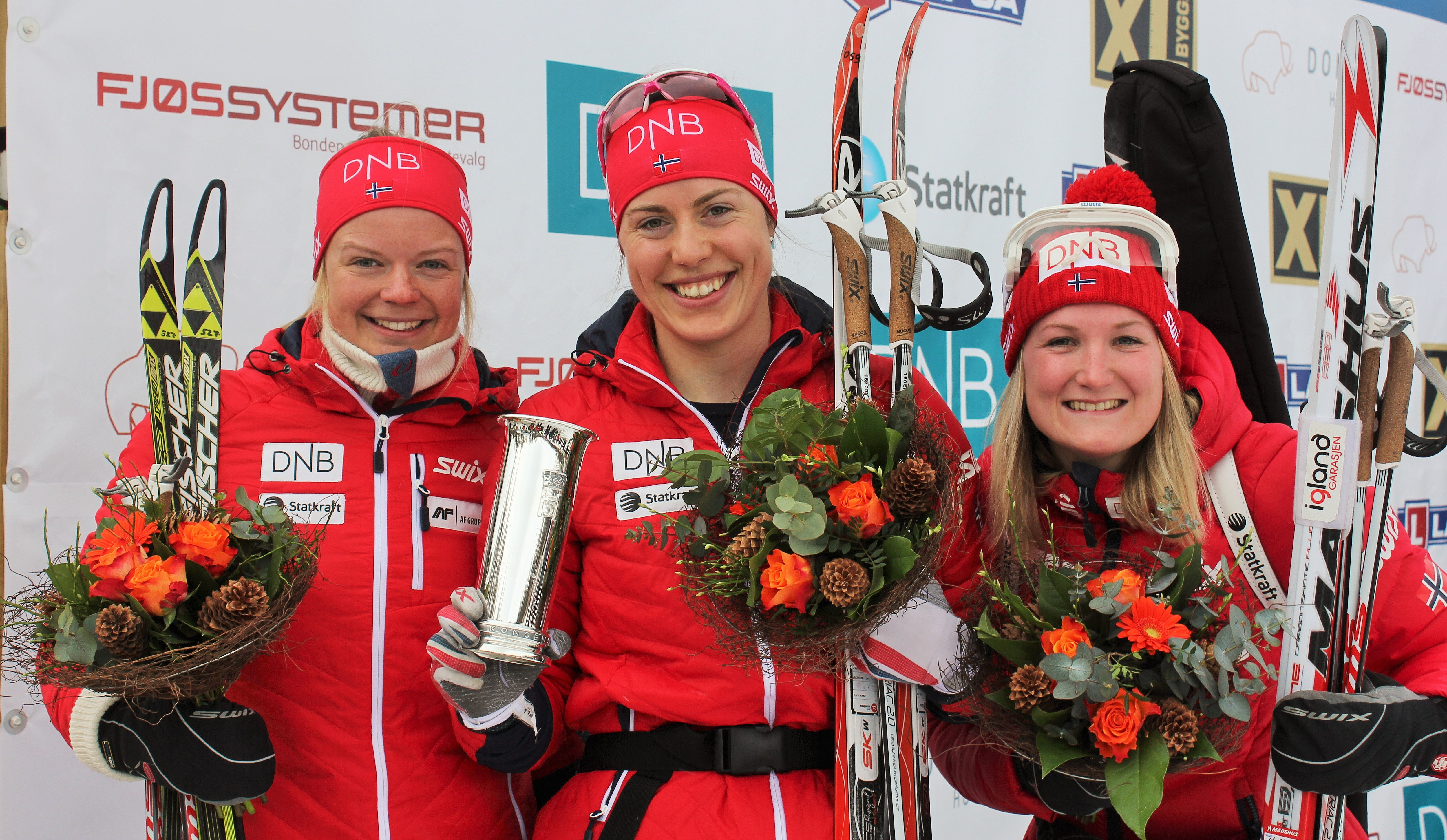
Medaillengewinner des Verfolgungsrennens: Nicolaisen, Solemdal, Olsbu

| Platz | Starter                    | Zeit    | Schießfehler |
| ----- | -------------------------- | ------- | ------------ |
| 1     | Synnøve Solemdal           | 50:03,1 | 0+0+1+3      |
| 2     | Marte Olsbu                | +0:58,0 | 1+0+2+1      |
| 3     | Kaia Wøien Nicolaisen      | +1:19,4 | 2+1+0+0      |
| 4     | Hilde Fenne                | +1:44,2 | 1+2+1+1      |
| 5     | Fanny Horn Birkeland       | +2:22,1 | 3+2+2+1      |
| 6     | Sigrid Bilstad Neraasen    | +2:38,2 | 0+0+1+1      |
| 7     | Bente Losgård Landheim     | +2:53,1 | 0+2+2+1      |
| 8     | Ingrid Landmark Tandrevold | +3:41,3 | 0+0+3+4      |
| 9     | Jori Mørkve                | +3:57,3 | 0+2+2+1      |
| 10    | Mari Muan                  | +4:24,5 | 0+0+0+1      |

Start: 2. April 2016

### Massenstart (12,5 km)
| Platz | Starter                 | Zeit    | Schießfehler |
| ----- | ----------------------- | ------- | ------------ |
| 1     | Marte Olsbu             | 32:41,6 | 0+1+0+2      |
| 2     | Synnøve Solemdal        | +0:27,9 | 0+2+3+1      |
| 3     | Marion Rønning Huber    | +0:34,2 | 0+0+1+1      |
| 4     | Fanny Horn Birkeland    | +0:52,7 | 2+1+2+2      |
| 5     | Hilde Fenne             | +1:13,4 | 0+3+3+1      |
| 6     | Jori Mørkve             | +1:24,9 | 2+0+1+1      |
| 7     | Anne Marit Bredalen     | +1:29,9 | 0+0+1+0      |
| 8     | Karoline Erdal          | +1:32,3 | 1+1+1+0      |
| 9     | Turi Storstrøm Thoresen | +1:35,3 | 1+0+1+1      |
| 10    | Bente Landheim          | +1:38,9 | 3+2+1+1      |

Start: 3. April 2016

### Staffel (3 × 6 km)

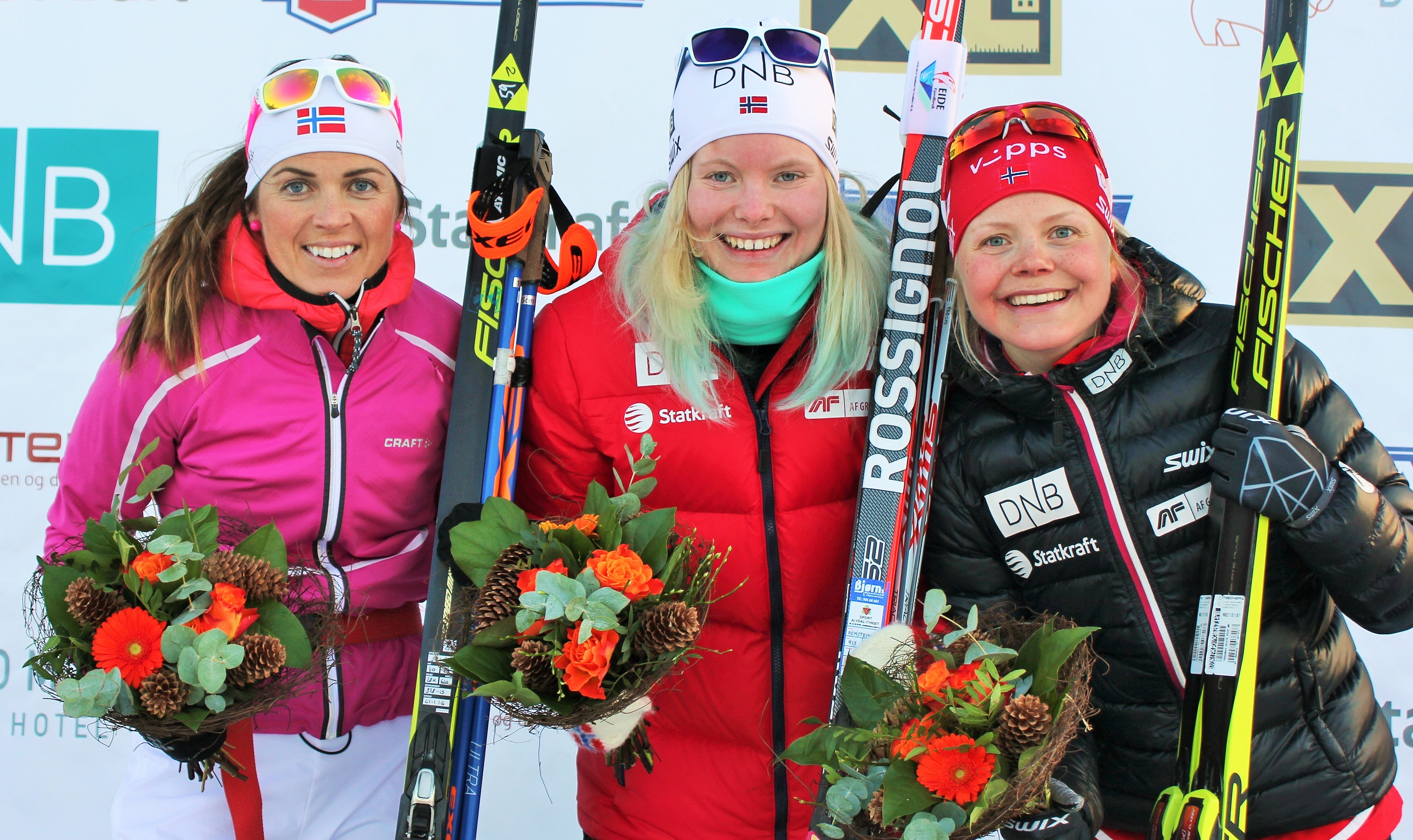
Siegreiche Staffel Hordaland 1: Mørkve, Femsteinevik und Fenne

| Platz | Starter                                                               | Region             | Zeit    |
| ----- | --------------------------------------------------------------------- | ------------------ | ------- |
| 1     | Ragnhild Femsteinevik Hilde Fenne Jori Mørkve                         | Hordaland 1        | 51:41,5 |
| 2     | Karoline Næss Rikke Hald Andersen Kristin Hjelstuen                   | Oslo og Akershus 2 | +0:38,6 |
| 3     | Eline Grue Turi Storstrøm Thoresen Bente Landheim                     | Nord-Østerdal 1    | +0:40,0 |
| 4     | Kaia Wøien Nicolaisen Fanny Horn Birkeland Ingrid Landmark Tandrevold | Oslo og Akershus 1 | +1:09,0 |
| 5     | Hanne Tingelstad Karoline Knotten Sigrid Bilstad Neraasen             | Oppland 1          | +1:19,0 |
| 6     | Tora Berger Juni Arnekleiv Mari Sverdrup                              | Nord-Østerdal 3    | +2:02,0 |
| 7     | Marion Rønning Huber Randi Nordvang Ingrid Grue                       | Nord-Østerdal 2    | +2:30,2 |
| 8     | Tonje Marie Skjelstadås Sigrid Livik Lotte Lie                        | Nord-Trøndelag 1   | +3:30,1 |
| 9     | Ane Sandaker Kvittingen Kristiane Holm Mari Wetterhus                 | Buskerud 1         | +3:53,6 |
| 10    | Synnøve Solemdal Rikke Gjeitnes Dahle Ingrid Stølan Husøy             | Møre og Romsdal 1  | +3:58,1 |

Start: 31. März 2016